# Mayor Radhakrishnan Stadium
Mayor Radhakrishnan Stadium je stadion za šport hokej na travi koji se nalazi u gradu Madrasu (ind. Chennai) u indijskoj saveznoj državi Tamil Nadu.
Od značajnijih hokejaških natjecanja, bio je mjestom održavanja Prvačkog trofeja 1996. godine i 2005., zatim Azijski kup u hokeju na travi 2007., na kojem je Indija pobijedila u završnici sa 7:2.